# La fanciulla dell'altra riva
La fanciulla dell'altra riva è un film del 1942 diretto da Piero Ballerini.

## Trama
In riva a un lago della Svizzera vive Manuela, malata di cuore. Un giorno conosce un uomo e se ne innamora ma la precedente amante, gelosa, le svela il suo segreto: l’uomo è un criminale ricercato dalla polizia. Manuela muore per il dolore e l'uomo, per amore, si consegna ai gendarmi.

## Distribuzione
Il film venne distribuito nelle sale cinematografiche italiane nel dicembre del 1942.